# هاواین تلکام
هاواین تلکام (انگلیسی: Hawaiian Telcom) شرکت مخابرات آمریکایی است، که در سال ۱۸۸۳ تأسیس شد.